# Ак-Талаа (Нарынский район)
Ак-Талаа (кирг. Эмгек-Талаа) — село в Нарынском районе Нарынской области Кыргызстана. Входит в состав Эмгек-Талинского аильного округа.
Население в 2009 году составляло 1100 человек
Местное население, в основном, занято в животноводстве.